# SYM Citycom
Il SYM Citycom è uno scooter prodotto dalla casa motociclistica taiwanese SYM dal 2008.

## Storia
Presentato ad EICMA nel novembre 2007 com scooter a ruote alte top di gamma del costruttore, posizionato più in alto (in termini di dimensioni) rispetto i modelli Symphony ed HD. Disegnato da Pierangelo Andreani (della Andreani Design) e ingegnerizzato in Italia insieme alla Nova Design, il Citycom entra in produzione nella primavera del 2008 proposto con le motorizzazioni 125 e 300. Sul mercato italiano viene importato nella sola versione 300.
Contenuto nelle dimensioni, ha una lunghezza di 2210 mm, larghezza di 785 mm, passo di 1500 mm e sella alta da terra 800 mm. Esteticamente è caratterizzato da un ampio scudo frontale con doppi fanali, protezione in plastica lucida nella fiancata e ampio maniglione posteriore per il passeggero. Il modello 300 monta ruote da 16”, mentre il 125 monta una ruota anteriore da 15” e una posteriore da 14”.
Il telaio è una struttura monotrave in tubi d'acciaio con tunnel centrale. La forcella è  telescopica mentre al posteriore è presente una coppia di ammortizzatori regolabili nel precarico. 
Il motore 300 è un'evoluzione di quello montato sul Joymax, un monocilindrico quattro tempi e quattro valvole raffreddato a liquido a iniezione elettronica da 263,7 cc effettivi. La potenza è di 23 CV (16,9 kW) erogati a 7500 giri/min e una coppia massima di 23,9 Nm a 7500 giri/min. L'impianto frenante è composto da disco anteriore e posteriore entrambi da 260 mm. 
Il 125 monta un monocilindrico quattro tempi da 124,5 cc effettivi, eroga 13,2 CV (9,7 kW) a 8500 giri/min.
Nel 2013 viene introdotta la frenata combinata CBS.

### Citycom S
Versione aggiornata, il Citycom S venne presentato al salone di Colonia 2014 e posto in vendita nel dicembre 2014.
Presenta un'estetica aggiornata con fanali a LED, cerchi in lega neri e dettagli nero opaco. Il motore 300 è nuovo ed omologato Euro 4, ha una cubatura ora da 278 cm³ (la stessa versione che monta il Joymax 300i) ed eroga una potenza di 27 CV (20,8 Kw) a 7750 giri/min e una coppia massima di 27,32 Nm a 6500 giri/min. La frenata CBS è di serie.
Le vendite del Citycom in Europa terminano nel 2020 mentre la produzione e le vendite continuano per i mercati americani.